# NGC 476
NGC 476 is een lensvormig sterrenstelsel in het sterrenbeeld Vissen. Het hemelobject ligt 261 miljoen lichtjaar van de Aarde verwijderd en werd op 3 november 1864 ontdekt door de Duitse astronoom Albert Marth.

## Synoniemen
- PGC 4814
- MCG 3-4-23
- ZWG 459.33
- NPM1G +15.0050